# James DeGale
James „Chunky“ DeGale MBE (* 3. Februar 1986 in London) ist ein ehemaliger britischer Boxer. Er gewann 2008 in Peking die olympische Goldmedaille im Mittelgewicht, ist ehemaliger Profi-Europameister der EBU im Supermittelgewicht und war zweifacher Weltmeister der IBF im Supermittelgewicht.
Er ist der erste britische Boxer der Sportgeschichte, der Olympiasieger und Profiweltmeister einer der vier anerkannten Weltverbände werden konnte.

## Amateurkarriere
James DeGale gewann 2004 die Commonwealth-Jugendspiele in Australien und erreichte das Viertelfinale der Junioren-Weltmeisterschaften 2004 in Südkorea, wo er gegen Abbos Atoyev ausschied.
2005 gewann er die Commonwealth-Meisterschaften in Schottland und besiegte dabei im Finale Eamon O’Kane. Bei den Commonwealth Games 2006 in Australien unterlag er im Halbfinale gegen Jarrod Fletcher und gewann Bronze. Bei den Europameisterschaften 2006 in Bulgarien schied er hingegen in der Vorrunde gegen Andranik Hakobjan aus. 2005 und 2006 gewann er zudem jeweils die Englischen Meisterschaften.
Bei den EU-Meisterschaften 2007 in Irland und 2008 in Polen gewann er jeweils die Silbermedaille. Er war dabei in beiden Finalkämpfen gegen Darren Sutherland unterlegen. Gegen Alfonso Blanco schied er zudem in der Vorrunde bei den Weltmeisterschaften 2007 in den USA aus.
2008 besiegte er bei der europäischen Olympiaqualifikation in Italien Georgi Nakani, Guzman Castillo, Darren Sutherland und István Szili, womit er sich für die Olympischen Spiele 2008 in Peking qualifizierte. Dort besiegte er in der Vorrunde den Afrikameister Mohamed Hikal (13:4) und im Achtelfinale den Gewinner der US-amerikanischen Olympiaqualifikation, Shawn Estrada (11:5). Im Viertelfinalkampf bezwang er Baqtijar Artajew (8:3), Olympiasieger 2004 und Bronzegewinner der WM 2007, wodurch er in die Medaillenränge einzog. Im Halbfinale schlug er erneut Darren Sutherland (10:3), welcher mit fünf Siegen das zweite europäische Olympia-Qualifikationsturnier in Griechenland gewonnen hatte. Als einziger britischer Boxer zog er somit ins Finale ein und siegte dort gegen den amtierenden Panamerika-Meister Emilio Correa (16:14). DeGale wurde damit der erste und bislang letzte (2020) britische Olympiasieger im Boxen dieser Gewichtsklasse seit Chris Finnegan 1968.

## Profikarriere
Nach den olympischen Spielen wechselte DeGale in das Profilager und wurde von dem britischen Promoter und Manager Frank Warren unter Vertrag genommen. Sein Profidebüt gewann er am 28. Februar 2009 in Birmingham.
In seinem siebenten Kampf am 15. Mai 2010 besiegte er seinen Landsmann Sam Horton und wurde dadurch WBA International Champion im Supermittelgewicht. Den Titel verteidigte er im September 2010 durch TKO in der ersten Runde gegen Carl Dilks.
Am 11. Dezember 2010 boxte er um die Britische Meisterschaft (BBBofC) im Supermittelgewicht und schlug dabei Paul Smith durch TKO. Beim Versuch, sich am 21. Mai 2011 auch den Commonwealth-Meistertitel dieser Gewichtsklasse zu sichern, unterlag er knapp durch Mehrheitsentscheidung gegen George Groves.
In seinem nächsten Kampf am 15. Oktober 2011 gewann er nach Punkten gegen Piotr Wilczewski und wurde dadurch Europameister (EBU) sowie WBO Intercontinental Champion im Supermittelgewicht. Den Europameistergürtel verteidigte er im April 2012 gegen den Italiener Cristian Sanavia und im Oktober 2012 gegen den Franzosen Hadillah Mohoumadi.
Den Titel WBC Silver im Supermittelgewicht gewann er am 8. Dezember 2012 gegen den Kolumbianer Fulgencio Zuñiga. Nach einem folgenden Sieg gegen den Kanadier Sébastien Demers, verteidigte er den Titel noch gegen den Kroaten Stjepan Božić, den US-Amerikaner Dyah Davis und den Niederländer Gevorg Khatchikian.
Durch zwei weitere Siege gegen den US-Amerikaner Brandon Gonzáles und den Mexikaner Marco Peribán, qualifizierte er sich für einen Weltmeisterschaftskampf der IBF im Supermittelgewicht. Der WM-Gürtel war vakant, nachdem Carl Froch diesen im Februar 2015 niedergelegt hatte. Sein Gegner beim Kampf um den Titel wurde der US-Amerikaner Andre Dirrell, der 2009 knapp gegen Carl Froch beim Kampf um den WBC-Weltmeistertitel verloren und seitdem sechs Kämpfe gewonnen hatte. DeGale gewann den Kampf am 23. Mai 2015 in Boston einstimmig nach Punkten und hatte den vom Ring Magazine auf Platz 7 der Weltrangliste geführten Dirrell auch zweimal am Boden. DeGale wurde damit zum ersten britischen Olympiasieger im Boxen, der sich während seiner Profilaufbahn auch einen Weltmeistertitel eines anerkannten Verbandes (WBA, WBO, WBC, IBF) sichern konnte.
Am 28. November 2015 gewann er seine erste Titelverteidigung einstimmig nach Punkten gegen Lucian Bute, welcher von 2007 bis 2012 ebenfalls den IBF-Titel getragen hatte, ehe er nach neun Titelverteidigungen von Carl Froch entthront worden war. Der Kampf zwischen Bute und DeGale wurde in Butes Wahlheimat Québec ausgetragen. Am 30. April 2016 gewann DeGale eine weitere Titelverteidigung in Washington, D.C. einstimmig gegen den Mexikaner Rogelio Medina.
Am 14. Januar 2017 boxte er in einer Titel-Vereinigung in New York City gegen den schwedischen WBC-Weltmeister Badou Jack, welcher bis dahin unter anderem ebenfalls schon Marco Peribán, Rogelio Medina und Lucian Bute, sowie DeGale-Bezwinger George Groves besiegt hatte. Der Kampf endete unentschieden, wodurch beide Kämpfer ihre Titel behielten. Im Kampfverlauf waren zudem beide Boxer am Boden.
Am 9. Dezember 2017 verlor DeGale schließlich seinen IBF-Titel in London durch eine Mehrheitsentscheidung nach Punkten an den US-Amerikaner Caleb Truax, gewann den Titel jedoch durch einen einstimmigen Sieg im direkten Rückkampf am 7. April 2018 in Las Vegas zurück.
Am 23. Februar 2019 verlor DeGale einstimmig nach Punkten gegen seinen Landsmann Chris Eubank junior und erlitt während des Kampfes auch zwei Niederschläge. Nach diesem Kampf erklärte DeGale seinen Rücktritt vom Boxen.